# 9110 Choukai
9110 Choukai este un asteroid din centura principală de asteroizi.

## Descriere
9110 Choukai este un asteroid din centura principală de asteroizi. A fost descoperit pe 13 ianuarie 1997 la Nanyo de Tomimaru Okuni. El prezintă o orbită caracterizată de o semiaxă mare de 2,31 ua, o excentricitate de 0,03 și o înclinație de 3,2° în raport cu ecliptica.